# 塞瓦斯托波尔随笔

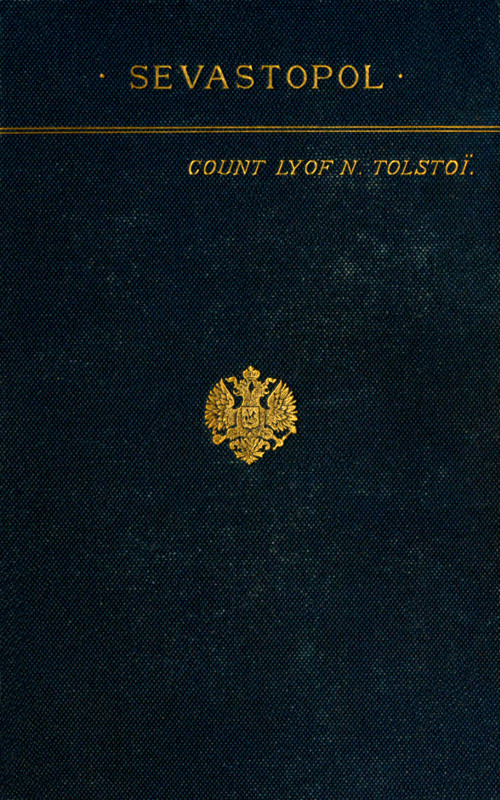
塞瓦斯托波尔随笔

塞瓦斯托波尔随笔是列夫·托爾斯泰于1855年出版的三部短篇故事集，记录了他在前一年的塞瓦斯托波尔围城战期间的经历。这些简短的“随笔”构成了托尔斯泰小说《戰爭與和平》中很多片段的基础。